# Depósito de combustible nuclear gastado Onkalo
El depósito de desechos nucleares de Onkalo es un depósito geológico profundo para almacenar de forma definitiva combustible nuclear gastado de alta actividad, siendo el primer depósito de este tipo del mundo. Se encuentra cerca de la Central nuclear de Olkiluoto en el municipio de Eurajoki, en la costa oeste de Finlandia, por la compañía Posiva. Está basado en el método KBS-3 de entierro de desechos nucleares desarrollado en Suecia por Svensk Kärnbränslehantering AB (SKB).

## Historia
La modificación de la Ley Finlandesa de Energía Nuclear
aprobada en 1994, estableció que todos los Residuos nucleares producidos en Finlandia debían permanecer dentro del territorio nacional. Años después, en 2000, la zona de Olkiluoto fue escogida como localización para el almacenamiento subterráneo a (muy) largo plazo para el combustible nuclear gastado de Finlandia. El almacenamiento, llamado "Onkalo" (que significa "cueva" o "cavidad"),
está siendo construido en la base rocosa de granito de Olkiluoto, a unos 5 km de las centrales nucleares. El municipio de Eurajoki emitió el permiso de construcción de las instalaciones en agosto de 2003 y las excavaciones comenzaron en 2004.

## Construcción
La instalación es construida y será manejada por Posiva, una compañía propiedad de las dos productoras de energía nuclear en Finlandia, Fortum y TVO. (Fennovoima, una compañía que actualmente está planeando su primer reactor nuclear, no es accionista de Posiva.)
Los planes de construcción de las instalaciones están divididos en cuatro fases:[cita requerida]
- Fase 1 (2004–09): focalizada en la excavación del largo túnel de acceso al depósito, en una espiral descendente hasta una profundidad de 420 metros.[5]
- Fase 2 (2009–11): progreso de la excavación del túnel hasta la profundidad final de 520 metros. Las características de la base rocosa fueron estudiadas con el fin de adaptar la ubicación del depósito.
- Fase 3: (2015-17) construcción del depósito.
- Fase 4: encapsulación y entierro de las zonas llenas de combustible nuclear, previsto para 2023.

Cuando esté operativo, el proceso de almacenaje implicaría la colocación de doce cápsulas de combustible en un depósito de acero bórico y sellarlo en una cápsula de cobre. Luego, cada cápsula sería colocada en su propio espacio del almacén y envuelta en bentonita. El coste estimado de este proyecto es de 818 millones de €, incluyendo su construcción, sellado y costes operativos. El Fondo Estatal de Gestión de Residuos Nucleares ha ahorrado aproximadamente 1400 millones de € a través de gravámenes sobre la electricidad generada.
Se espera que el depósito de Onkalo sea lo suficientemente grande para aceptar cofres de combustible gastado durante al menos 100 años, es decir, hasta 2120. En ese momento, se procederá al entierro y encapsulamiento final, y el acceso al túnel será rellenado y sellado.

## Críticas
En 2012, un grupo de investigación del Royal Institute of Technology de Estocolmo, Suecia, publicó un documento que sugería que las cápsulas de cobre no eran tan inmunes a la corrosión como las compañías encargadas del proyecto afirman. Ver KBS-3. Una nueva estudia de 2019 del Royal Institute of Technology resume que la corrosión será insignificante

## Trato en los medios
El director danés Michael Madsen ha coescrito y dirigido el documental "Into Eternity", donde se muestran la fase inicial de la excavación y entrevistas a expertos. El especial énfasis del director está en las dificultades semánticas para marcar de manera significativa el depósito como peligroso para la gente de un futuro lejano.